# Kamień Pomorski (stacja kolejowa)

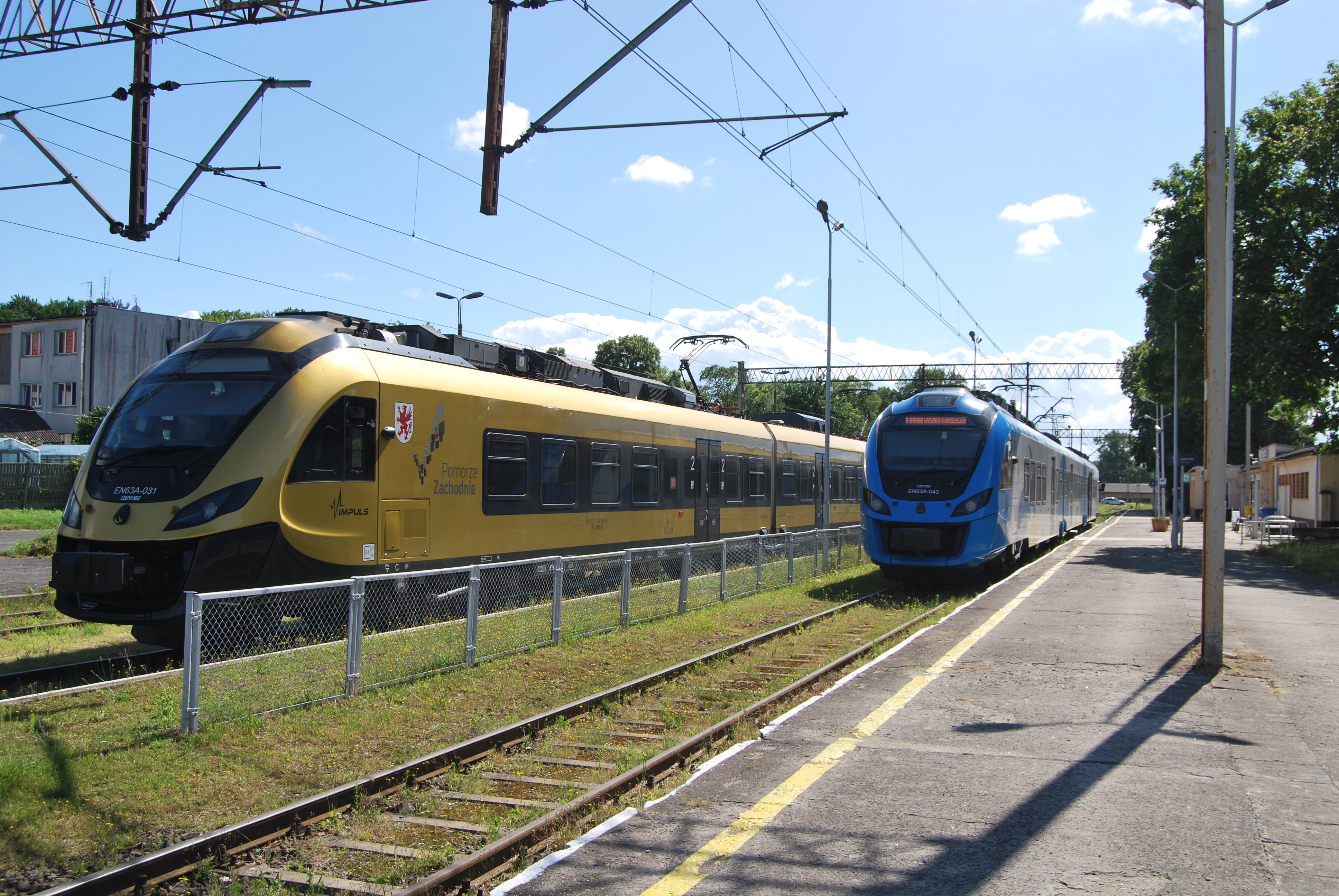
Pociągi na stacji Kamień Pomorski.

Kamień Pomorski – stacja kolejowa w Kamieniu Pomorskim, w województwie zachodniopomorskim, w Polsce. Według klasyfikacji PKP ma kategorię dworca lokalnego. Na stacji są dwa jednokrawędziowe perony.

## Ruch pasażerski
| Rok  | Wymiana pasażerska na dobę |
| ---- | -------------------------- |
| 2017 | 300-499                    |
| 2022 | 300-499                    |

Do 12 grudnia 2009 roku z Kamienia odchodziły pociągi osobowe do Szczecina Głównego, Wysokiej Kamieńskiej i Wrocławia. Po 13 grudnia pojawiły się pociągi osobowe do Poznania i Zielonej Góry. Od 2012 roku wszystkie połączenia poza pociągami do Szczecina Głównego i Wysokiej Kamieńskiej zostały zlikwidowane.